# Semiothisa testaceata
Semiothisa testaceata är en fjärilsart som beskrevs av Walker 1862. Semiothisa testaceata ingår i släktet Semiothisa och familjen mätare. Inga underarter finns listade i Catalogue of Life.